# Веризам
Веризам (итал. verismo, од итал. vero — истинито), био је културно књижевни покрет у Италији с краја деветнаестог вијека, по угледу на француски натурализам. Остварио је оно што су прије њега неки књижевници (посебно миланске скапилјатуре) узалуд покушавали: пронашао је нови књижевни садржај, истинит и приступачан широкој читалачкој публици, као и нову, одговарајућу књижевну форму. Настао непосредно послије рисордјимента, када су дошли до изражаја сви промашаји ревоуције, која није успјела да измијени политичку, бирократску и полицијску структуру друштва, када је расцијеп између феудалног југа и индустријског сјевера постао још дубљи, веризам је, социјално и регионално обојен, откривао један дотада непознати свијет, свијет италијанског југа, учаурен у своју вјековну архаичност и усамљеност, далеко од свих токова модерног живота, без икакве наде да се у било чему измијени. 
Веризам је заснован на начелу објективне књижевности, без икаквих лирских или аутобиографских елемената, као и на принципу „имперсоналности” (безличности), што искључује сваку пишчеву личну интервенцију и подразумјева књижевни поступак у коме се губи посредник између читаоца и ликова у књижевном дјелу. Писац тежи  да открије истину, односно праве а не привидне узроке догађаја. 
Језик који користе веристи, ослобођен свих академских правила и конвенција, такође је нов и одговара садржини коју изражава. То није језик писца, већ језик његове личности. Главни теоретичар веризма у Италији био је Луиђи Капуана (Luigi Capuana; 1839–1915), чија су дјела данас практично заборављена. Највећи представник овог правца је Сицилијанац Ђовани Верга (Giovanni Verga; 1840–1920) пјесник сиромашног „побјеђеног свијета”, свијета фаталистичког безнађа и тихе, уздржане туге. Остали значајни представници веризма су Матилде Серао (Matilde Serao; 1856–1927), Федерико Де Роберто (Federico De Roberto; 1866–1927) и Грација Деледа (Grazia Deledda; 1871–1936).